# Borne milliaire de Moingt
La borne milliaire de Moingt est une borne milliaire, ou plus précisément borne leugaire, trouvée en France sur l'ancienne commune de Moingt (de nos jours associée à Montbrison), dans le département de la Loire en région Rhône-Alpes.
Elle est associée à la voie Bolène et au site antique d'Aquis Segete.

## Localisation
Moingt est le site de l'antique Aquis Segete où passait la voie Bolène. Cette voie antique reliait Forum Segusiavorum (Feurs) à Ruessio (Saint-Paulien en Haute-Loire, près du Puy-en-Velay). 
À Feurs se trouvait la voie menant de Lyon à Saintes par Clermont-Ferrand ; et au sud du Puy-en-Velay on rejoignait la voie d'Aquitaine reliant Narbonne, capitale de la Gaule narbonnaise, à Toulouse et Bordeaux ; et la voie Domitienne reliant l'Italie à la péninsule Ibérique en traversant la Gaule narbonnaise.
La borne de Moingt mentionne la distance de neuf lieues : « L(eugas) VIIII » ; c'est la distance qui figure sur la table de Peutinger entre Feurs (noté sur la carte Foro Segusiavorum) et Aquis Segete, le Moingt antique. Elle marquait donc la première étape après Feurs vers le sud. Elle précède Icidmago (lecture probable : Iciomago), « le marché du pic » (vers une montagne, donc), sur lequel les débats sont toujours en cours pour déterminer l'endroit auquel correspond ce lieu ; vraisemblablement aux alentours d'Usson-en-Forez.

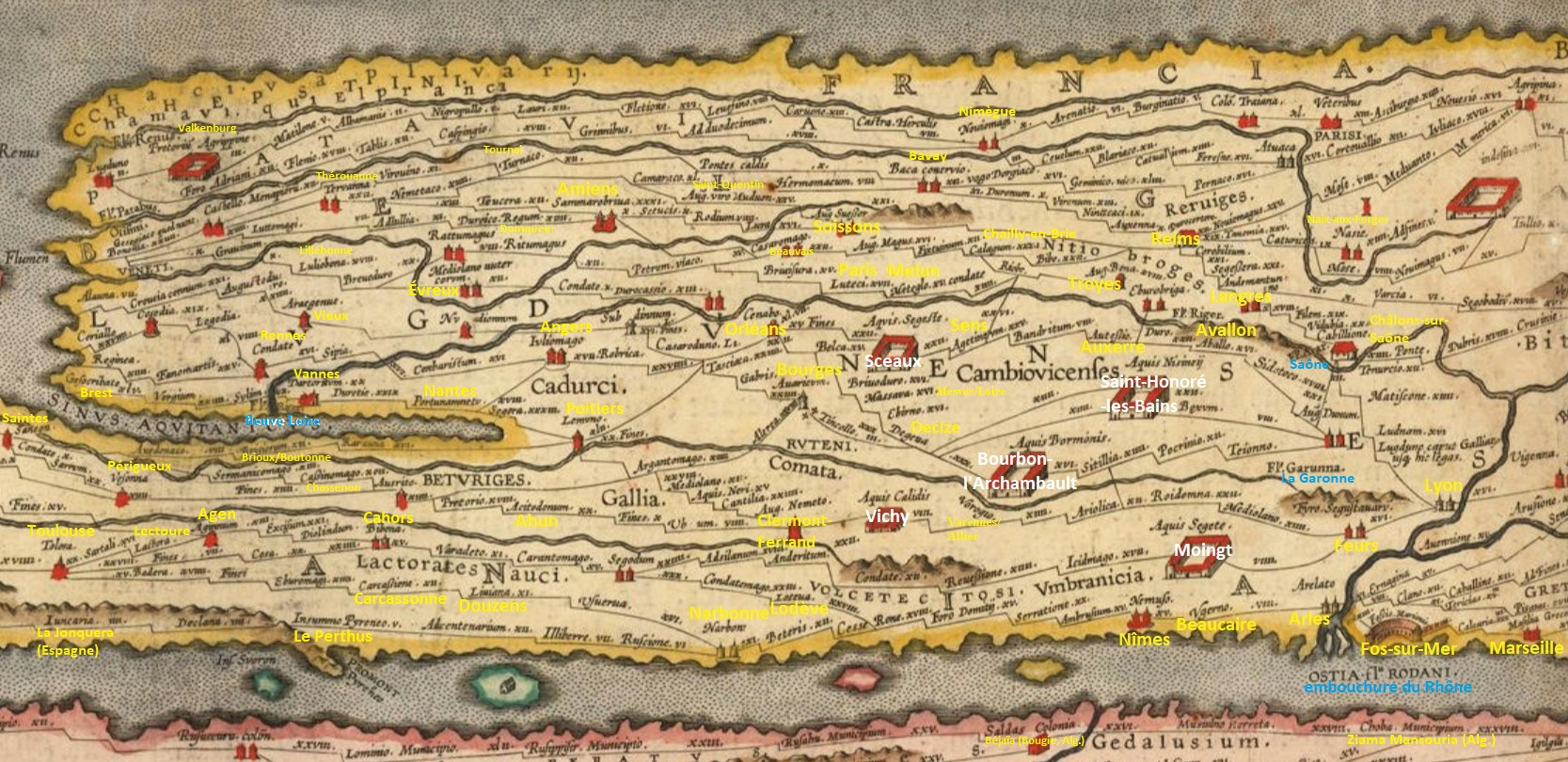
Table de Peutinger, avec Moingt superposé en blanc à Aquis Segete (en bas vers la droite). Cliquer sur l'image pour l'agrandir

## Historique et controverses
La borne a été découverte à Moingt (maintenant un faubourg de Montbrison) en 1858, dans la cour de la maison du maire d'alors, M. Genebrier ; elle y soutenait l'auvent d'un escalier extérieur. Parmi les premiers à l'avoir remarquée, se trouvent Arthur David, directeur de l'école normale de Montbrison, et Louis-Pierre Gras, futur secrétaire de la Société de la Diana ; les premiers à en avoir parlé sont André Barban et Auguste Bernard. David signale que M. Genebrier l'a déterrée 50 ans auparavant (donc au tout début du XIXe siècle) dans un terrain jouxtant la route départementale actuelle, à quoi Barban précise que ce lieu est au bord de la voie Bolène et que c'est M. Genebrier père qui l'y a déterrée.
Selon Desjardins, en 1869 elle est l'une des cinq bornes connues sur les neuf bornes milliaires faites au temps de Maximin pour la route de Forus Segusiavorum à Aquae Segetae.
Le lieu originel
D'autres personnes — mais pas celles qui l'ont vue les premiers — ont parlé d'autres lieux de provenance. Ainsi J. Verrier (1989) veut qu'elle se soit trouvée au lieu-dit le Poulailler sur Précieux ; et l'abbé Villebonnet la veut provenant de Chézieu,. La raison de ces lieux est la distance indiquée sur la borne : 9 lieues gauloises, qui d'après Gardon font une distance plus grande que celle de Feurs à Moingt. Mais Gardon remarque que si la borne avait été trouvée dans ces lieux, elle aurait été appelée par le nom de ces lieux et pas par le nom de Moingt. Bernard quant à lui note que les pierres ne manquent pas à Moingt où se trouvent à l'époque plusieurs carrières, il est donc très probable que la borne n'a pas été transportée sur une longue distance et provient des abords immédiats de Moingt. Pour ce qui est de ces fameuses neuf lieues, Du Mesnil, qui prend la valeur du pied gaulois de 0,322 m et le pas gaulois de 5 pieds soit 1,610 m, obtient une lieue gauloise (faite de 1 500 pas) de 2 415 m (le même chiffre que celui de Pistollet de Saint-Ferjeux repris des travaux d'Aurès). Ce qui donne pour la distance de Feurs à Aquis Segete 9 lieues x 2 415 m = 21 735 m, donc la distance exacte. Il est donc regrettable que Gardon ne donne aucune source ni explication lorsqu'il affirme péremptoirement qu'« il est évident que la distance entre Feurs et Moingt est supérieure aux neuf lieues gauloises préconisées » car l'évidence va plutôt dans le sens contraire.
Une note sur fiche dans les archives de la Diana mentionne un chemin « tendant des fossés du château de Moingt, ou à la pierre de Moingt, ou au Bruchet ». Cette « pierre de Moingt » pourrait être la borne, connue au XVIIe siècle mais non identifiée comme borne milliaire.
L'inscription
L'ensemble du texte (voir ci-dessous) est presque illisible, sauf pour le chiffre VIIII, qui est beaucoup plus net. Gardon pose la question légitime d'un possible "rafraîchissement" de cette date, et si « on n'a pas écrit ce qu'on croyait lire, mais qui n'était peut-être pas ce qui était réellement écrit » ; ajoutant que dans tous les cas ce n'est pas la borne qui crée la distance mais la distance qui crée l'indication de la borne, et que donc la difficulté n'est pas là.
La borne est maintenant au musée de la Diana à Montbrison.

## Description
Elle est sur un piédestal ou dé qui mesure 0,45 m de hauteur et 0,55 à 0,60 m de largeur. Le fût de la colonne a une circonférence de 1,81 m juste au-dessus du piédestal et 1,65 m au sommet. Sa hauteur totale, y compris le piédestal est 2,32 m.
Elle porte une inscription, que A. Barban lit ainsi :

« IMP(eratore) CAES(are) C(aio) IVL(io) VE[ro]

MAXIMINO PIO F[el(ici)]

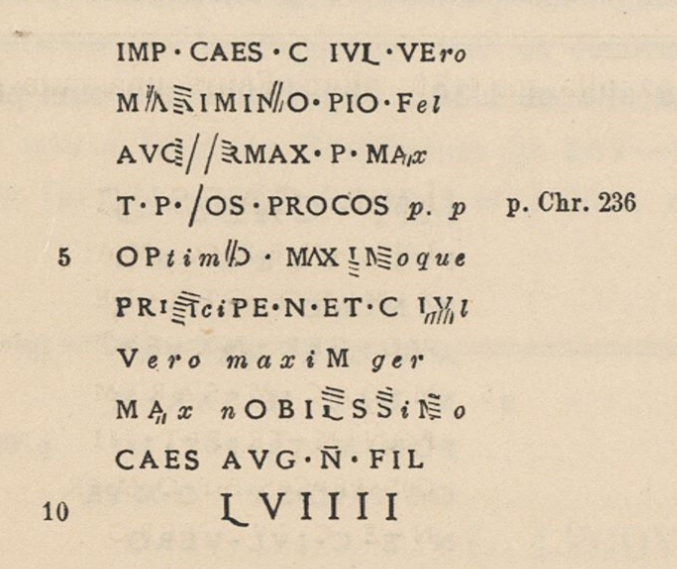
Restitution de l'inscription
montrant la mutilation des lettres

AUG(usto) [G]ER(manico) MAX(imo) P(ontifice) MA[x(imo)]

T(ribunicia) P(otestate) [II C]O(n)S(ule) PROCO(n)S(ule)

OP[tim]O MAXIMO[que]

PRINCIPE N(ostro) ET C(aio) IU[l(io)

V[ero] MAXIMO G[er/(manico)]

MAX(imo) NOBIL(i)SSIMO

CAES(ari) AUG(usti) N(ostri) FIL(io)

L(eugas) VIIII »

A. Bernard a la lecture suivante :

« IMP(eratori) CAES(ari) C(aio) IVL(io) VE[ro]

MAXIMINO PIO F[el(ici)]

AUG(usto) [G]ER(manico) MAX(imo) P(ontificie) MA[x(imo)]

T(ribunicia) P(otestate) [III C]O(n)S(ule) PROCO(n)S(ule) [P(atriae)]

OP[tim]O MAXIMO[que]

PRINCIPE N(ostro) ET C(aio) IU[l(io)

V[ero] MAXIMO G[er/(manico)]

MAX(imo) NOBIL(i)SSIMO

CAES(ari) AUG(usti) N(ostri) FIL(io)

L(eugas) VIIII »

La différence est dans le nombre de « puissances tribunitaires », qui modifie la date de l'inscription mais seulement de un an tout au plus. Il y a aussi une différence de temps, l'un transcrivant un ablatif et l'autre un datif ; ce qui souligne la difficulté de lecture de l'inscription.
La borne est datée de la première moitié du IIIe siècle grâce au nom de Caius Julius Verus Maximin (règne 235-238).
Le « L » pour « lieues » est typique des bornes milliaires en Gaule en deçà de Lyon ; au-delà, l'emprise romaine est plus grande et les distances sont marquées avec un « M » pour « mille »,.

## Protection
Le musée de la Diana, à qui elle appartient, est labellisé musée de France. La borne bénéficie donc de la protection accordée aux objets des collections publiques de biens culturels, c'est-à-dire propriétés d'une entité publique (État, collectivités territoriales, établissement public, etc.) et conservées dans un dépôt archéologique, un musée, les archives, etc. Ces objets sont protégés au titre du régime spécial de propriété publique ou du statut spécifique donné par le label Musée de France.